# 머킹보드

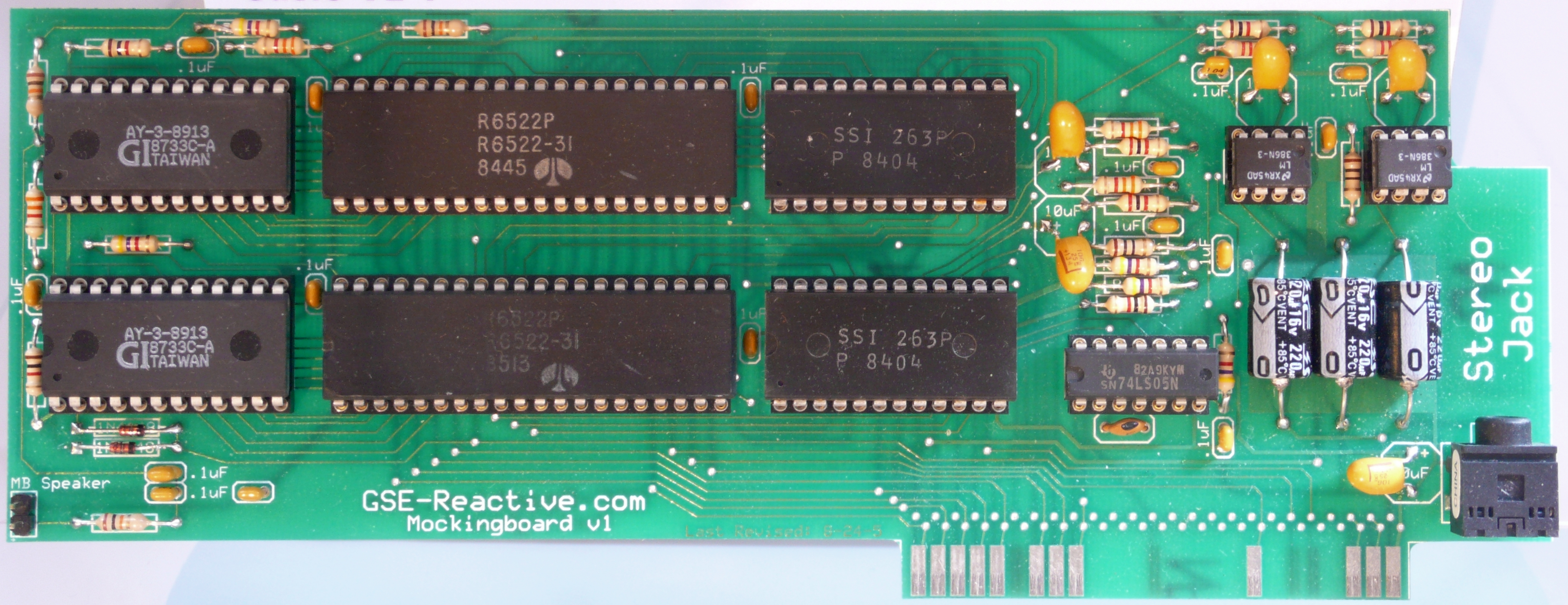
머킹보드 V1.

머킹보드(Mockingboard)는 스윗 마이크로 시스템즈(Sweet Micro Systems)에서 제작한 애플 II용 사운드 카드이다. 경쟁 기종인 MSX나 SPC-1000 등이 여러 채널의 사운드 기능을 가지고 있던 반면 애플 II는 비프음의 빈약한 사운드 기능을 가지고 있을 뿐이었다. 애플 IIGS를 제외한 모든 애플 II는 프로그래머가 한음씩 스피커로 전송하는 방법으로 소리를 냈는데 복합 사운드를 내기는 매우 어려웠으며 다른 작업과 동시에 하는 것은 거의 불가능했다. 머킹보드는 프로그래머가 지속적으로 CPU를 사용하지 않고도 고음질의 복합 사운드를 출력할 수 있게 하였다. 머킹보드는 애플의 내장 스피커를 사용하지 않고 외부 스피커를 사용하였다.
머킹보드는 애플 II, 애플 II 플러스, 애플 IIe 등에 사용 가능한 다양한 모델이 있으며 애플 IIc 전용 모델도 있다. 사운드는 1개나 2개의 AY-3-8910이나 그 호환 칩에서 생성되는데 하나의 칩에서 3채널 사운드를 생성할 수 있다. 또 선택적으로 Votrax SC-01이나 그 호환칩을 장착하여 음성을 출력할 수도 있다.
어떤 소프트웨어는 하나 이상의 머킹보드를 지원하기도 했다. 울티마 V는 2개의 보드를 지원하는데 총 12 화음 중 8화음을 사용한다. 그러나 대부분의 다른 프로그램들은 하나의 보드에 6화음을 지원했다.
어플라이드 엔지니어링(Applied Engineering)의 머킹보드 호환 사운드 카드 페이저(Phasor)는 4개의 사운드 칩을 사용해 12 채널의 사운드를 출력할 수 있다. 몇 가지 프로그램은 이 카드를 지원하며 6채널 이상을 사용할 수 있다.
애플 II 레트로컴퓨팅(retrocomputing) 하드웨어 회사인 ReactiveMicro.com에서는 2005년부터 머킹보드 호환품을 판매하고 있는데 머킹보드의 원형을 제대로 복원했다는 평을 듣고 있다.

## 모델

### 초기 모델
- 사운드 I: AY-3-8910 칩 1개 사용으로 3채널 사운드
- 스피치 I: SC-01 칩 1개 사용
- 사운드 II: AY-3-8910 칩 2개 사용으로 6채널 사운드
- 사운드/스피치 I: AY-3-8910 칩 1개와 SC-01 칩 1개 사용

### 후기 모델
- 머킹보드 A: AY-3-8913 칩 2개 사용으로 6채널 사운드, SSI-263 스피치 칩을 위한 소켓 2개
- 머킹보드 B: 머킹보드 A에 SSI-263 스피치 칩 장착
- 머킹보드 C: AY-3-8913 칩 2개와 SSI-263 칩 1개 사용 (머킹보드 A에 스피치 칩을 장착한 것으로 스피치 칩을 1개만 사용할 수 있다.)
- 머킹보드 D: 애플 IIc 전용, AY-3-8913 칩 2개와 SSI-263 칩 1개 사용
- 머킹보드 M: 마인드스케이프(Mindscape)의 뱅크 스트릿 뮤직 라이터(Bank Street Music Writer) 번들로 제공, AY-3-8913 칩 2개와 스피치 칩을 위한 소켓 1개 내장, 이 모델은 헤드폰 잭과 애플의 내장 스피커로 사운드 출력을 하기 위한 점퍼가 있다.
- 머킹보드 v1: ReactiveMicro.com의 머킹보드 A 호환품
- 머킹보드 IIc: 애플 IIc 전용, 기존의 머킹보드 A/C와 호환됨,AY-3-8912칩 2개 사용. 2016년 한국의 SDTech 이안김님 제작
- SD Music card: 애플2용 머킹보드와 S/W적으로 호환, 애플2용 최최의 FM칩 사운드 카드. Ym2413 사용, 최대 9중화음. 2015년 한국의 SDTech 이안김님 제작.

## 지원 소프트웨어
- Adventure Construction Set
- Berzap! - 아케이드 게임 Berzerk!의 클론
- Broadsides (SSI)
- Crimewave - 스피치 지원
- Crypt of Medea - 스피치 지원
- Cybernoid Music Disk
- Guitar Master - 기타 교육용 소프트웨어
- Lady Tut - 머킹보드 버전이 별도로 있음
- Lancaster
- Mockingboard software (Sweet Micro Systems)
- Mockingboard Developers Kit
- Mockingboard Speech Developers Kit
- Music Construction Set - 리비전으로 지원
- Music Star - OEM 버전은 머킹보드를 지원하지 않으나 나중에 비공식적으로 패치됨
- Night Flight
- One on One - 오프닝 음악만 지원
- Phasor software (Applied Engineering)
- Popeye
- Rescue Raiders v1.3 - SSI263 스피치 칩만 지원
- Silent Service (Microprose)
- Skyfox
- Spy Strikes Back
- Thunder Bombs
- 울티마 III - 오리지널 버전은 머킹보드 지원하지 않음
- 울티마 IV
- 울티마 V - 머킹보드 2개 지원
- Under Fire
- Willy Byte
- Zaxxon - 머킹보드 버전이 별도로 있음